# Thỏ tai cụp

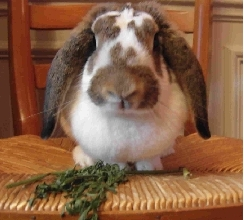
Một con thỏ tai cụp Pháp

Thỏ tai cụp trong tiếng Việt còn gọi là thỏ tai thừng hay thỏ cụp tai hay thỏ Lop là một nhóm thỏ nhà có nguồn gốc từ Anh. Đây là giống thỏ phổ biến nhất trong 4 giống thỏ Lop (gồm thỏ tai cụp Pháp-French Lop, thỏ tai cụp Hà Lan-Holland Lop, thỏ tai cụp lùn-Dwarf Lop, thỏ tai cụp Mỹ-American Fuzzy Lop). Là giống thỏ xinh xắn với đôi tai cụp đặc thù, khuôn mặt luôn hiền dịu và  cảm giác dễ gần gũi. Chúng được yêu thích để nuôi làm thỏ cưng.

## Đặc điểm
Thỏ có đôi tai dài và cụp xuống chứ không dựng thẳng lên như các giống thỏ hay loài thỏ bình thường. Không đa dạng về màu lông, phổ biến nhất là màu nêu vàng, riêng phần cổ kéo dài đến miệng có màu trắng. Thỏ trưởng thành nặng 4,1 kg. Đặc điêm chính của các loài thuộc giống thỏ này là chúng có một đôi tai cụp xụ xuống hay bên đầu trong rất đáng yêu. Nguồn gốc xuất xứ từ châu Phi, được nuôi đầu tiên là English Lop và là tở tiên của tất cả các giống Lop Rabbit ngày nay. Chúng có hình nhiều hình dáng kích thước và trọng lượng khá nhau tùy theo đặc tính riêng của từng loại. Tính tình chúng dễ thương, thân thiện, đáng yêu.

## Các giống
- Thỏ tai cụp Anh (English Lop)
- Thỏ tai cụp Pháp (French Lop)
- Thỏ tai cụp Mỹ (American Fuzzy Lop)
- Thỏ tai cụp Hà Lan (Holland Lop)
- Thỏ tai cụp cỡ nhỏ (Mini Lop)
- Thỏ tai cụp tí hon (Miniature Lop)
- Thỏ sư tử tai cụp cỡ nhỏ (Mini Lion Lop)
- Thỏ tai cụp Cashmere (Cashmere Lop)
- Thỏ tai cụp lùn (Dwarf Lop)
- Thỏ tai cụp Đức (German Lop)
- Thỏ tai cụp Plush (Plush Lop)
- Thỏ tai cụp Meissner (Meissner Lop)